# L'homme orchestre
L'homme orchestre è un cortometraggio diretto da Georges Méliès (Star Film 262-263) della durata di circa 1 minuto e mezzo in bianco e nero.
Il film è uno dei più celebri di Méliès, per la perfetta padronanza della tecnica del mascherino e della sovraimpressione, che permetteva di filmare la pellicola in più fasi separate, con un risultato che faceva sembrare tutto girato contemporaneamente. Anche la tecnica dell'arresto della ripresa, che permetteva di far sparire e apparire gli oggetti, viene qui usata. Méliès arrivò a sdoppiare sé stesso ben sette volte, creando un'orchestra intera composta da una sola persona.
Nel 1920 Buster Keaton ne fece un remake nel film Il teatro (the Playhouse).

## Trama

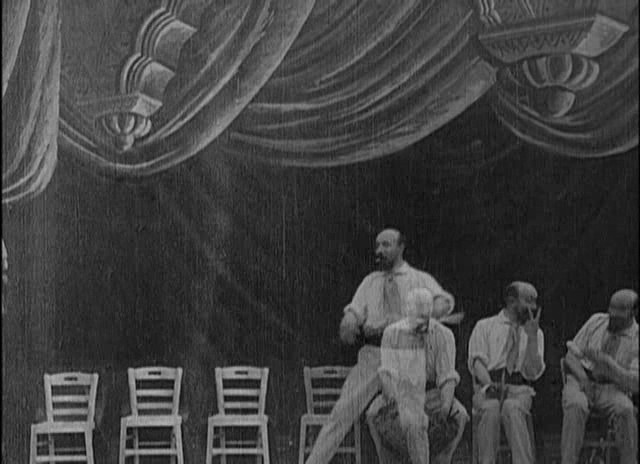
Sdoppiamento di Méliès

Méliès, su un palco teatrale, mostra sette sedie vuote e le conta, come a sfidare il pubblico. Si siede sull'ultima in fondo, poi si sdoppia, alzandosi e sedendosi sulla sedia accanto, poi si sdoppia di nuovo e così via fino all'ultima sedia, con sette diversi "Méliès", che dialogano tra di loro in maniera molto naturale e con ognuno di loro in mano uno strumento diverso (chitarra, violino, tromba, tamburo, piatti e trombetta). Quello al centro ha la bacchetta da maestro e, quando si alza per dirigere, l'orchestra inizia a suonare, coi vari Méliès che si muovono scanzonati facendo espressioni e movimenti buffi. Alla fine tutti si alzano contemporaneamente per inchinarsi e raccogliere gli applausi del pubblico, poi si rimettono a sedere. Sedendosi nella sedia accanto essi scompaiono così come sono apparsi, però questa volta si avvicinano verso il centro, confluendo nel Méliès centrale, che fa sparire a più riprese le sedie, finché, dopo essere scomparso e riapparso da un grosso ventaglio salito dietro di lui, si inchina e se ne va.